# Стакаускас, Йозас
Йозас Стакаускас (лит. Juozapas Stakauskas, 6 августа 1900, Дягсне, Свенцянский уезд, Виленская губерния — 2 марта 1972, Каунас, Литовская ССР) — литовский  католический священник, историк, педагог, Праведник народов мира.

## Биография
В 1923–26 годах изучал теологию в Инсбрукском университете. В 1926 году был рукоположен в священники. В 1926–30 годах изучал историю, философию и латынь в Венском университете. 
В 1932–34 годах работал учителем в Мариямпольской и Каунасской гимназиях. В 1935–40 годах был заведующим Центральным государственным архивом в Каунасе, в 1940–44 годах был директором Вильнюсского государственного архива.
Во время германской оккупации Литвы в 1942—1943 годах свыше 20 вагонов с ранее вывезенными документами архива прибыли из Минска. Йозас Стакаускас привлек к разгрузке этих вагонов еврейских узников Виленского гетто; они проработали в архиве два года, им выдали удостоверения и их уже не могли послать на какую-то другую работу. Затем, в сентябре 1943 года, Стакаускас спрятал этих 12 евреев (в их числе трое детей) в комнате-убежище в архиве (в здании бывшего бенедиктинского монастыря) и так спас их от гибели. Среди них были Мириам (Мира) Гиршовна Рольникайте (старшая сестра Марии Рольникайте, ставшая затем адвокатом) и Самуэль Бак, ставший впоследствии известным художником. После освобождения Вильнюса 14 июля 1944 года большинство из них перебрались в Польшу, а затем разъехались по всему миру.
В 1944–54 годах Стакаускас был приходским священником в Гялвонае, в 1954–57 годах — приходским священником в селе Казокишкес вблизи Вевиса. В 1957–59 годах он был алтарником в церкви в Жасляе. В 1959–70 годах он преподавал историю католической церкви, русский и немецкий языки в Каунасской семинарии. В 1970–1972 годах он заведовал собственным архивом и библиотекой в Жасляе.
Уже посмертно, 17 октября 1974 года, Яд Вашем удостоил Йозаса Стакаускаса почетным званием Праведника народов мира. Такое же звание получили Владас Жемайтис, друг детства Стакаускаса, школьный учитель физики и прекрасный плотник, который помог ему создать комнату-убежище в архиве, и Мария Микульская, бывшая монахиня и учительница французского, которая работала ночным сторожем в архиве и вместе со Стакаускасом и Жемайтисом добывала и приносила укрываемым евреям еду, а также по ночам пускала их помыться.

## Научная деятельность
Важнейшие опубликованные работы: «Литва и Западная Европа в XIII веке» (1934–2004), «Новые национализмы и католическая церковь в Литве» (опубликована в 2003 году). Рукописное наследие Й. Стакаускаса состоит примерно из 15 томов: «История Жасляйского прихода» (2 части), «История Католической церкви» (3 тома), «Ретриты для священнослужителей и священников» (3 тома), «Запрет и свобода литовской печати», исследования о ряде католических епископов Литвы.